# Alexander Yellen
Alexander Yellen (né le 26 janvier 1981) est un directeur de la photographie américain, surtout connu pour son travail sur la série de zombies de Syfy Z Nation. Il est également connu pour son travail sur des films de monstres géants et de catastrophes tels que Mega Shark Versus Giant Octopus et Titanic II,,, le premier ayant reçu des éloges pour la photographie de Yellen.

## Jeunesse
Né à Washington D.C. de l'archéologue John Yellen et de la professeure d'anthropologie Alison Brooks, Alexander Yellen a fréquenté la St. Albans School à Washington, D.C., dont il est diplômé en 1999. Il a étudié le cinéma à l'Université Wesleyan où il a obtenu un B.A. en 2003.

## Carrière
Après l'université, Yellen a déménagé à Los Angeles. Pour apprendre le métier de directeur de la photographie, il a commencé à travailler comme assistant caméra sur plusieurs films d'étudiants à l'American Film Institute. Tout en construisant sa carrière et après avoir rejoint l'International Cinematographers Guild en tant qu'assistant caméra, Yellen a eu l'opportunité de filmer des séquences de seconde équipe sous la direction de Eric Steelberg, ASC, pour Quinceañera. Quinceañera a remporté le Grand Prix du Jury et le Prix du Public au Festival du film de Sundance 2006. Cela a aidé Yellen à obtenir un emploi pour filmer des films pour The Asylum. Le nombre de longs métrages pour lesquels il a été directeur de la photographie (DP) s'élève désormais à 72, incluant le classique culte Mega Shark Versus Giant Octopus. Il a été DP sur 44 longs métrages ainsi que sur de nombreuses publicités et autres contenus. Yellen a également filmé le téléfilm Born Bad pour Lifetime (chaîne de télévision) et la comédie indépendante Sports Heaven.
Yellen a réalisé huit épisodes de Z Nation, qui fut un temps la série la mieux notée de Syfy.
Ses travaux les plus récents incluent Circus Kane et I'll be Watching.
En participant à la Race Across America en tant que chef d'équipe pour Team Beaver Creek, Yellen et son équipe ont remporté la course en 2006 et 2007.